# Carlos Alberto Merlino

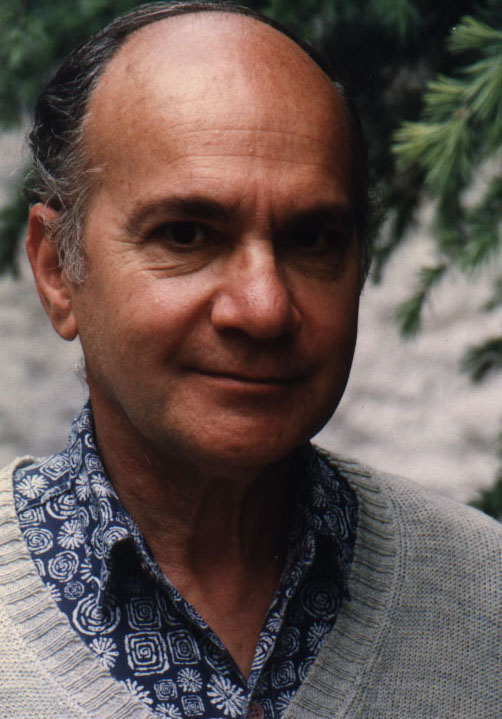
Carlos Alberto Merlino.

Carlos Alberto Merlino, escritor y poeta argentino, nació en Buenos Aires el 21 de enero de 1934. Es hijo del poeta y escritor Salvador Merlino (1903-1959).
Lector precoz en especial de filosofía, a los dieciocho años ingresó a la Facultad de Derecho de la Universidad de Buenos Aires y se recibió de abogado a los veintidós años. Profesor de enseñanza secundaria (tarea que ahora asume como cierta carga), algunas de sus obras se han empleado como textos de introducción literaria en escuelas primarias y secundarias.
Por los veinte años, un viaje a Bolivia, con sus lentitudes de paisajes y gentes, y un encuentro amoroso cambiaron su destino: del pensamiento abstracto a la poesía. “La Provincia, pero en especial la intraducible maravilla de su Quebrada de Humahuaca, no dejaron, desde entonces, de habitarme: corazón, sangre más íntima y secreta. Periódicamente, la nostalgia de aquella geografía física y humana se junta con mi propia nostalgia y surgen los versos, estas palabras que acaso estén, recatadamente, aguardando a su músico”
Entre los veinte y los treinta y cinco años, escribió unos veinte libros, varios de los cuales fueron publicados. Otros quedaron como ejercicios literarios y algunos, ya pertenecientes a otros géneros, como una novela y obras de teatro, no se editaron. También publicó ensayos, cuentos y memorias de infancia.
Conoció y fue amigo de Leopoldo Marechal y de Ricardo Molinari, a quienes dedicó sendos libros.
Dirigió la Colección de Narrativa “Puente – Lectura para todos”, de Editorial Guadalupe desde su nacimiento hasta su desaparición (1976-1983). Colaboró estrechamente con el director de dicho sello editorial.
Ejerció la crítica literaria en Radio Nacional y en diversos medios periodísticos. El elenco de Radio Nacional, Las dos carátulas, estrenó dos de sus piezas de teatro.
También escribió coplas, lleva más de 800, algunas de las cuales aparecieron en Clarín Porteño, sección dirigida por la escritora Cora Cané.
En el año 2008, y en el marco de los festejos por los 100 años de la fundación del barrio Villa Lugano de la ciudad de Buenos Aires, la Junta de Estudios Históricos  Culturales de Villa Lugano y Villa Riachuelo, propició la realización de una votación entre los vecinos para elegir 100 ciudadanos ilustres.
Carlos Merlino vivió en el barrio de Villa Lugano hasta los 12 años. Esta circunstancia y su aporte al barrio a través de su obra literaria, en especial con su libro Piedra libre, Villa Lugano, le valieron el reconocimiento de los vecinos haciéndose merecedor de una plaqueta recordatoria del centenario de dicho barrio y un diploma que lo acredita como uno de los cien "vecinos reconocidos por sus vecinos"

## Libros publicados

### En verso
- Ser y Canto, publicado por Ediciones Artibus en 1958.
- Ser y Canto II, publicado por Ediciones Artibus en 1959. Ganó el 2º Premio Municipal.
- Estancias en la luz, publicado por Ediciones Artibus en 1960. Ganó Premio Consejo del Escritor.
- Por el amor humano, publicado por Ediciones Artibus en 1961. Ganó Premio Consejo del Escritor.
- Aires de luz y muertes de mi amor, publicado por Ediciones Artibus en 1963.
- La salvación de todo, publicado por Ediciones Ismael Colombo en 1964.
- Números de la sed, publicado por Editorial Citerea en 1966.
- El Mar, publicado por Editorial Hombre-Vida en 1968. Ganó Premio Publicación Fondo Nacional de las Artes; Faja de Honor de la SADE
- Estaciones del alma, publicado por Editorial Guadalupe en 1971.
- Tu nombre vuela entre mis manos, publicado por Editorial Guadalupe en 1976.
- Ricardo Molinari, o el extraviante vuelo a lo absoluto, publicado por Ediciones Artibus en 1983 en tres tomos, ed. para bibliófilos.

### Otras obras
- Breves de fantasmas, publicado por Ediciones Ismael Colombo en 1966.
- El amor y la poesía en el hombre, publicado por Editorial Guadalupe en 1966.
- Cuando las calesitas, publicado por Editorial Guadalupe en 1974.
- Hacia Dios, publicado por Editorial Guadalpe en 1976.

### Para niños
- La infancia mueve sus labios, publicado por Editorial Guadalupe en 1972.
- La luna en bicicleta, publicado por Editorial Plus Ultra en 1981.

## Obra Literaria en orden cronológico
- 1958 Ser y Canto
- 1959 Ser y Canto II (2º Premio Municipal)
- 1960 Estancias en la luz (Premio Consejo del Escritor)
- 1961 Por el amor humano (Premio Consejo del Escritor)
- 1963 Aires de luz y muertes de mi amor
- 1964 La salvación de todo
- 1965 El amor y la poesía en el hombre (Ensayos)
- 1965 Breves de fantasmas (Cuentos)
- 1966 Números de la sed
- 1968 El Mar (Premio Publicación Fondo Nacional de las Artes; Faja de Honor de la SADE)
- 1971 Estaciones del alma
- 1971-1972 Ricardo Molinari, o el extraviante vuelo a lo absoluto
- 1972 La infancia mueve sus labios
- 1974 Cuando las calesitas
- 1976 Hacia Dios
- 1977 Tu nombre vuela entre mis manos
- 1981 La luna en bicicleta (Poesía para niños)
- 1983 Las mil y una lunas (Relatos para niños)
- 1984 Con Salvador Merlino (Ensayos)
- 1985 Todavía el Centauro
- 1986 Interludio europeo
- 1988 Piedra libre, Villa Lugano
- 1988 Libro del abuelo
- 1996 De la felicidad vertiginosa

## Material de Referencia
- Libros, entrevistas y escritos provistos por el propio escritor.
- Entrevista publicada en el Diario Nueva Era de la ciudad de Tandil, 2000.